# 엘카피탠 극장

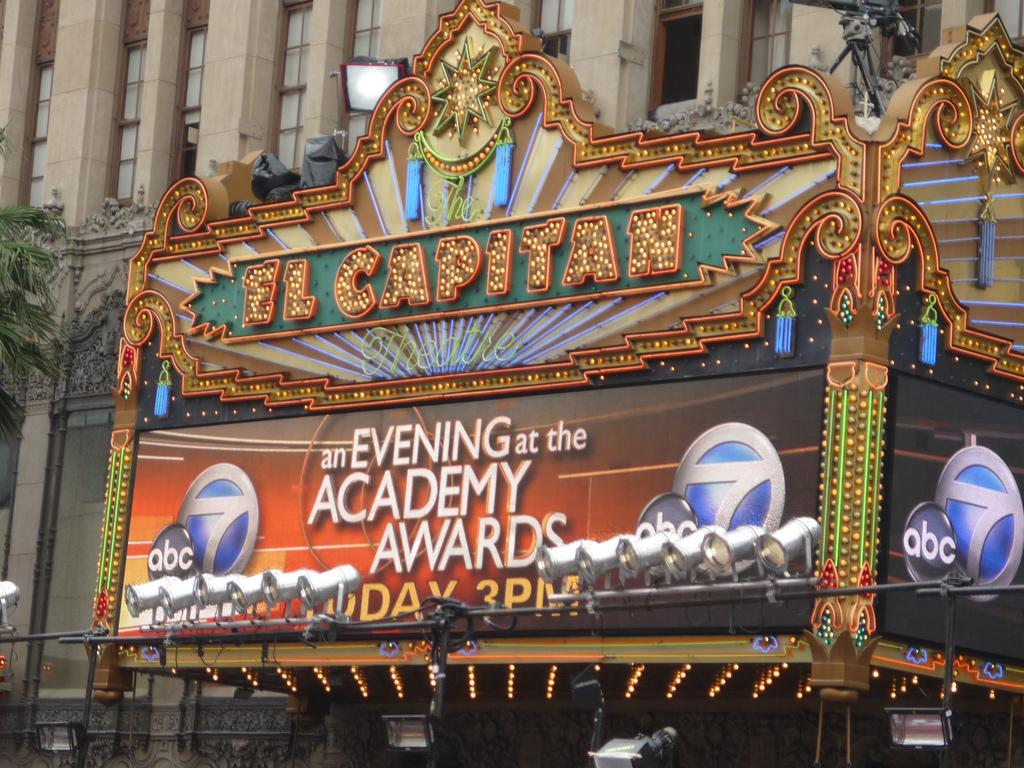
2009년 엘카피탠 극장

엘카피탠 극장(El Capitan Theatre, El Capitan Entertainment Centre)은 할리우드의 6838 할리우드 대로에 위치한 영화 상영관이다. 퍼시픽 극장(Pacific Theatres)이 소유하고 있으며, 월트 디즈니 회사가 운영하고 있다. 월트 디즈니 픽처스가 영화 초연 행사에 자주 이용하고 있다. 최근에는 3,100만 달러의 가격으로 매각에 들어갔다.

## 같이 보기
- TCL 차이니즈 시어터